# Marika Krook
Marika Krook (Stockholm (Zweden), 27 oktober 1972) is een Finse zangeres en actrice.
In 1992 won ze de internationale operazangwedstrijd in Tallinn, waarna ze in vele musicals speelde.
Later zong ze bij de groep Edea en deed zo mee voor Finland op het Eurovisiesongfestival 1998 met het lied Aava, wat slechts 15de eindigde.
Marika Krook behoort tot de Finland-Zweden.